# Вісла-Велика
Вісла-Велика (пол. Wisła Wielka, нім. Groß Weichsel) — село в Польщі, у гміні Пщина Пщинського повіту Сілезького воєводства.
Населення — 2179 осіб (2011).
У 1975-1998 роках село належало до Катовицького воєводства.

## Демографія
Демографічна структура станом на 31 березня 2011 року:
|          | Загалом | Допрацездатний вік | Працездатний вік | Постпрацездатний вік |
| -------- | ------- | ------------------ | ---------------- | -------------------- |
| Чоловіки | 1098    | 260                | 741              | 97                   |
| Жінки    | 1081    | 232                | 645              | 204                  |
| Разом    | 2179    | 492                | 1386             | 301                  |